# ردویل
ردویل (به انگلیسی: Radville) یک منطقهٔ مسکونی در کانادا است که در ساسکاچوان واقع شده‌است. ردویل ۲٫۱۶ کیلومتر مربع مساحت و ۸۶۰ نفر جمعیت دارد.